# Montazeau
Montazeau är en kommun i departementet Dordogne i regionen Nouvelle-Aquitaine i sydvästra Frankrike. Kommunen ligger i kantonen Vélines som tillhör arrondissementet Bergerac. År 2022 hade Montazeau 280 invånare.

## Befolkningsutveckling
Antalet invånare i kommunen Montazeau
Referens:INSEE